# Seznam rozhleden v Ústeckém kraji
Seznam rozhleden ve Ústeckém kraji představuje výčet rozhleden a vyhlídkových věží, které se nachází ve Ústeckém kraji.
Vzhledem k nejednoznačné definici rozhleden a stále přibývajících staveb tohoto druhu je pravděpodobné, že seznam nebude úplný.

## Seznam
| Název                   | Obrázek | Galerie                                                               | Výška [m] | Okres          | Kóta [m n. m.] | Geosouřanice                     | Stručný popis | Stav                    |
| ----------------------- | ------- | --------------------------------------------------------------------- | --------- | -------------- | -------------- | -------------------------------- | --- | ----------------------- |
| Červený vrch            |         | Kategorie „Červený vrch (Stříbrník)“ na Wikimedia Commons             | 12        | Louny          | 274            | 50°23′4″ s. š., 13°47′40″ v. d.  | Dřevěná turistická Ejemova chata s Frotzelovou rozhlednou stojí na stejnojmenném vrchu, který se též nazývá Stříbrník.                                           | Sezónně přístupná       |
| Děčínský Sněžník        |         | Kategorie „Děčínský Sněžník (observation tower)“ na Wikimedia Commons | 33        | Děčín          | 723            | 50°47′35″ s. š., 14°6′31″ v. d.  | Kamenná rozhledna z roku 1864 stojí na vrchu Děčínský Sněžník u obce Sněžník.                                                                                    | Přístupná za poplatek   |
| Doubravská hora         |         | Kategorie „Doubravská hora“ na Wikimedia Commons                      | 14        | Teplice        | 397            | 50°38′18″ s. š., 13°51′40″ v. d. | Hradní rozhledna na stejnojmenném vrchu u teplické místní části Prosetice.                                                                                       | Přístupná za poplatek   |
| Dymník                  |         | Kategorie „Dymník“ na Wikimedia Commons                               | 15        | Děčín          | 517            | 50°56′28″ s. š., 14°31′30″ v. d. | Kamenná rozhledna z roku 1896 stojí na stejnojmenném vrchu u Horního Jindřichova.                                                                                | Sezónně přístupná       |
| Erbenova vyhlídka       |         | Kategorie „Erbenova vyhlídka“ na Wikimedia Commons                    | 15        | Ústí nad Labem | 401            | 50°40′46″ s. š., 14°2′45″ v. d.  | Kamenná rozhledna z roku 1933 se nachází na stejnojmenném kopci u Ústí nad Labem.                                                                                | Volně přístupná         |
| Hasištejn               |         | Kategorie „Hasištejn“ na Wikimedia Commons                            | 26        | Chomutov       | 627            | 50°26′43″ s. š., 13°15′26″ v. d. | Hrad Hasištejn s rozhlednou stojí nad obcí Místo. | Přístupná za poplatek   |
| Hazmburk                |         | Kategorie „Hazmburk“ na Wikimedia Commons                             |           | Litoměřice     | 418            | 50°26′3″ s. š., 14°0′54″ v. d.   | Bílá věž hradu Hazmburk je osazena dřevěným schodištěm a slouží jako rozhledna.                                                                                  | Přístupná za poplatek   |
| Hněvín                  |         | Kategorie „Hněvín“ na Wikimedia Commons                               | 34        | Most           | 399            | 50°31′13″ s. š., 13°38′1″ v. d.  | Hrad Hněvín na stejnojmenném kopci u mostecké městské části Souš.                                                                                                | Přístupná za poplatek   |
| Horka                   |         | Kategorie „Horka u Náčkovic (Observation tower)“ na Wikimedia Commons | 18        | Litoměřice     | 616            | 50°38′58″ s. š., 14°16′38″ v. d. | Ocelová rozhledna z roku 2004 stojí u obce Náčkovice. | Sezoně přístupná        |
| Hořidla                 |         | Kategorie „Hořidla (observation tower)“ na Wikimedia Commons          | 14        | Litoměřice     | 371            | 49°32′25″ s. š., 14°16′0″ v. d.  | Ocelová rozhledna z roku 2008 stojí na stejnojmenném vrchu u obce Chotiněves.                                                                                    | Volně přístupná         |
| Hrádek                  |         |                                                                       | 29        | Děčín          | 467            | 50°55′21″ s. š., 14°36′47″ v. d. | Vyhlídková věž na stejnojmenné hoře stojí na severním okraji Varnsdorfu.                                                                                         | Volně přístupná         |
| Chmelový maják v Žatci  |         | Kategorie „Chmelový maják“ na Wikimedia Commons                       | 42        | Louny          |                | 50°19′32″ s. š., 13°32′43″ v. d. | Ocelová konstrukce stojí od roku 2010 na náměstí Prokopa Velkého v Žatci .                                                                                       | Volně přístupná         |
| Jedlová                 |         | Kategorie „Jedlová (observation tower)“ na Wikimedia Commons          | 29        | Děčín          | 774            | 50°51′24″ s. š., 14°33′37″ v. d. | Kamenná rozhledna na stejnojmenném vrchu stojí přibližně dva kilometry jižně od Jiřetína pod Jedlovou.                                                           | Přístupná za poplatek   |
| Jeřabina                |         | Kategorie „Jeřabina“ na Wikimedia Commons                             | 6         | Most           | 788            | 50°36′46″ s. š., 13°31′16″ v. d. | Kamennodřevěná rozhledna na stejnojmenném kopci stojí 100 metrů vpravo od silnice III/2543 Křížatky – Mníšek.                                                    | Volně přístupná         |
| Kohout                  |         |                                                                       | 12        | Děčín          | 589            | 50°42′36″ s. š., 14°18′43″ v. d. | Kamenná rozhledna s ocelovou nástavbou stojí na stejnojmenném kopci přibližně 4 km jižně od Benešova nad Ploučnicí.                                              | Volně přístupná         |
| Komáří vížka            |         | Kategorie „Komáří hůrka“ na Wikimedia Commons                         | 15        | Teplice        | 806            | 50°42′24″ s. š., 13°51′24″ v. d. | Turistická chata s vyhlídkovou věží na Komáří hůrce stojí 10 km severovýchodně od Teplic.                                                                        | Nepřístupná             |
| hrad Kostomlaty         |         | Kategorie „Kostomlaty Castle“ na Wikimedia Commons                    | 16        | Teplice        | 566            | 50°33′15″ s. š., 13°52′47″ v. d. | Hrad Kostomlaty 2 km jihovýchodně od obce Kostomlaty pod Milešovkou.                                                                                             | Přístupná příležitostně |
| Krásný Dvůr             |         |                                                                       | 20        | Louny          | 365            | 50°14′39″ s. š., 13°21′29″ v. d. | Novogotický zděný templ s vyhlídkovou plošinou stojí v zámeckém parku u Podbořan.                                                                                | Nepřístupná             |
| Kratochvílova rozhledna |         | Kategorie „Kratochvílova rozhledna“ na Wikimedia Commons              | 16        | Litoměřice     | 230            | 50°25′19″ s. š., 14°15′40″ v. d. | Betonová rozhledna stojí uprostřed města Roudnice nad Labem na návrší v Žižkových sadech.                                                                        | Volně přístupná         |
| Letná                   |         |                                                                       | 30        | Teplice        | 250            | 50°38′13″ s. š., 13°50′2″ v. d.  | Zděná rozhledna (školicí středisko, též Kozí hrádek) na stejnojmenném kopci v Teplicích pochází z roku 1877.                                                     | Přístupná               |
| Lovoš                   |         |                                                                       | 3         | Litoměřice     | 570            | 50°31′40″ s. š., 14°1′5″ v. d.   | Kamenné torzo bývalé rozhledny stojí na stejnojmenném vrchu cca 10 km od Lovosic.                                                                                | Nepřístupná             |
| Lucemburkův kopec       |         |                                                                       |           | Ústí nad Labem | 564            | 50°37′24″ s. š., 14°8′9″ v. d.   | Dřevěná čtyřpatrová rozhledna stojí nedaleko Tašova. | Přístupná               |
| Malé Sedlo              |         |                                                                       | 8         | Ústí nad Labem | 284            | 50°39′9″ s. š., 14°3′36″ v. d.   | Kamenná rozhledna s dřevěnými prvky stojí na stejnojmenném vrchu v městské části Ústí nad Labem-Střekov.                                                         | Volně přístupná         |
| Milešovka               |         | Kategorie „Milešovka (observation tower)“ na Wikimedia Commons        | 19        | Teplice        | 837            | 50°33′17″ s. š., 13°55′53″ v. d. | Zděná rozhledna na stejnojmenném vrchu stojí 20 kilometrů jihovýchodně od Teplic.                                                                                | Přístupná za poplatek   |
| Mostka                  |         | Kategorie „Mostka (observation tower)“ na Wikimedia Commons           | 20        | Litoměřice     | 273            | 50°32′48″ s. š., 14°8′14″ v. d.  | Zděná rozhledna na Mostné hoře stojí na severním okraji Litoměřic.                                                                                               | Přístupná za poplatek   |
| Pastýřská stěna         |         | Kategorie „Restaurace Pastýřská stěna“ na Wikimedia Commons           | 18        | Děčín          | 288            | 50°46′48″ s. š., 14°12′16″ v. d. | Zděná vyhlídková věž s restaurací stojí na Pastýřské stěně v Děčíně.                                                                                             | Nepřístupná             |
| Ploučnická vyhlídka     |         |                                                                       | 10        | Děčín          | 220            | 50°44′14″ s. š., 14°18′32″ v. d. | Zděný altán s vyhlídkovým ochozem stojí ve svahu na jižním okraji Benešova nad Ploučnicí.                                                                        | Volně přístupná         |
| Radejčín                |         | Kategorie „Radejčín (observation tower)“ na Wikimedia Commons         | 30        | Litoměřice     | 370            | 50°34′59″ s. š., 14°0′40″ v. d.  | Ocelová rozhledna stojí na menší vyvýšenině nedaleko železniční stanice Radejčín.                                                                                | Volně přístupná         |
| Rohatce                 |         |                                                                       | 4         | Litoměřice     | 221            | 50°27′5″ s. š., 14°12′37″ v. d.  | Dřevěná rozhledna na návrší „Na horách“ z roku 2011 stojí cca 1 km jižně od osady Rohatce.                                                                       | Volně přístupná         |
| Růženka                 |         | Kategorie „Růženka(observation tower)“ na Wikimedia Commons           | 6         | Děčín          | 402            | 50°50′39″ s. š., 14°18′4″ v. d.  | Betonová vyhlídková věž, postavená v letech 2017-2018 na Pastevním vrchu u obce Růžová.                                                                          | Volně přístupná         |
| Šibeník                 |         |                                                                       | 25,5      | Most           | 320            | 50°30′7″ s. š., 13°39′5″ v. d.   | Kovová s dřevěným opláštěním na vrchu Šibeník v centru města Most.                                                                                               | Volně přístupná         |
| Růžový vrch             |         | Kategorie „Růžový vrch (observation tower)“ na Wikimedia Commons      | 21        | Most           | 729            | 50°36′13″ s. š., 13°26′35″ v. d. | Kamenná rozhledna s dřevěnou nástavbou na stejnojmenném vrchu stojí na jižním okraji městečka Hora Svaté Kateřiny.                                               | Přístupná za poplatek   |
| Schillerova rozhledna   |         | Kategorie „Schillerova rozhledna“ na Wikimedia Commons                | 27        | Louny          | 383            | 50°10′20″ s. š., 13°25′48″ v. d. | Cihlová rozhledna na Kostelním vrchu stojí 1 km jižně od Kryr.                                                                                                   | Sezónně přístupná       |
| Skřivánčí vrch          |         | Kategorie „Skřivánčí vrch (observation tower)“ na Wikimedia Commons   | 16        | Chomutov       | 460            | 50°26′56″ s. š., 13°19′36″ v. d. | Ocelová rozhledna na stejnojmenném vrchu stojí mezi Málkovem a Zelenou.                                                                                          | Volně přístupná         |
| Sokolí vrch             |         | Kategorie „Sokolí vrch“ na Wikimedia Commons                          | 51        | Děčín          | 506            | 50°46′50″ s. š., 14°16′16″ v. d. | Železobetonový vysílač mobilního operátora sloužící jako rozhledna na stejnojmenném vrchu stojí dva kilometry západně od Dobrné.                                 | Sezónně přístupná       |
| Stradonka               |         | Kategorie „Stradonka“ na Wikimedia Commons                            | 6         | Louny          | 291            | 50°22′21″ s. š., 13°58′15″ v. d. | Dřevěná rozhledna stojí na vyvýšenině Na Valech nad osadou Stradonice.                                                                                           | Volně přístupná         |
| Strážiště u Chomutova   |         |                                                                       | 20        | Chomutov       | 511            | 50°29′12″ s. š., 13°24′32″ v. d. | Kamenná věž je součástí hotelu, stojí na stejnojmenném vrchu 5 km severně od Chomutova.                                                                          | Nepřístupná             |
| Strážný vrch            |         | Kategorie „Strážný vrch (observation tower)“ na Wikimedia Commons     | 12        | Děčín          | 599            | 50°41′14″ s. š., 14°21′20″ v. d. | Dřevěná rozhledna na kamenném základě stojí na stejnojmenném vrchu jeden kilometr východně od obce Merboltice.                                                   | Volně přístupná         |
| Strupčice               |         | Kategorie „Maják u Strupčic (observation tower)“ na Wikimedia Commons | 7,5       | Chomutov       | 298            | 50°28′39″ s. š., 13°32′35″ v. d. | Dřevěná rozhledna zvaná "Maják" nad obcí Strupčice. | Volně přístupná         |
| Studenec                |         | Kategorie „Studenec (mountain)“ na Wikimedia Commons                  | 16        | Děčín          | 737            | 50°49′56″ s. š., 14°27′19″ v. d. | Ocelová rozhledna na stejnojmenném vrchu stojí osm kilometrů severovýchodně od České Kamenice.                                                                   | Volně přístupná         |
| Svatý kopec             |         | Kategorie „Svatý vrch (observation tower)“ na Wikimedia Commons       | 15        | Chomutov       | 402            | 50°23′3″ s. š., 13°15′28″ v. d.  | Vyhlídkový altán s ocelovým schodištěm a vyvýšeným krytým vyhlídkovým ochozem stojí na Svatém kopci (též Svatý kopeček či Svatý vrch) na západním okraji Kadaně. | Volně přístupná         |
| Tanečnice               |         | Kategorie „Tanečnice (Šluknovská pahorkatina)“ na Wikimedia Commons   | 26        | Děčín          | 598            | 50°57′58″ s. š., 14°19′12″ v. d. | Zděná rozhledna na stejnojmenném vrchu stojí 3 km západně od Mikulášovic.                                                                                        | Přístupná za poplatek   |
| Varhošť                 |         | Kategorie „Varhošť“ na Wikimedia Commons                              | 15        | Litoměřice     | 639            | 50°35′24″ s. š., 14°6′2″ v. d.   | Ocelová rozhledna na kamenné podezdívce na stejnojmenném vrchu stojí cca 10 km od Litoměřic.                                                                     | Volně přístupná         |
| Velký Chlum             |         | Kategorie „Velký Chlum (508 m)“ na Wikimedia Commons                  | 19        | Děčín          | 488            | 50°44′51″ s. š., 14°13′42″ v. d. | Kamenná rozhledna na stejnojmenném vrchu stojí 5 km jižně od Děčína.                                                                                             | Volně přístupná         |
| Větruše                 |         | Kategorie „Větruše“ na Wikimedia Commons                              | 30        | Ústí nad Labem | 210            | 50°39′19″ s. š., 14°2′23″ v. d.  | Objekt s vyhlídkovou věží stojí na stejnojmenném vrchu v Ústí nad Labem.                                                                                         | Přístup za poplatek     |
| Vlčí hora u Krásné Lípy |         | Kategorie „Vlčí hora (observation tower)“ na Wikimedia Commons        | 19        | Děčín          | 591            | 50°56′23″ s. š., 14°27′55″ v. d. | Zděná rozhledna na stejnojmenném vrchu stojí 6 kilometrů od Rumburku.                                                                                            | Sezónně přístupná       |
| Vlčí hora u Oseku       |         | Kategorie „Vlčí hora (Loučenská hornatina)“ na Wikimedia Commons      | 40        | Teplice        | 890            | 50°38′48″ s. š., 13°38′30″ v. d. | Ocelový monitorovací stožár s rozhlednou stojí na stejnojmenné hoře nad obcí Dlouhá Louka.                                                                       | Volně přístupná         |
| Vochlice                |         | Kategorie „Vochlice“ na Wikimedia Commons                             | 15        | Louny          | 449            | 50°9′8″ s. š., 13°19′1″ v. d.    | Kamenná rozhledna na stejnojmenném kopci stojí mezi osadami Libyně a Mlýnce cca 4 km severně od Lubence.                                                         | Sezónně přístupná       |
| Zámecký vrch            |         | Kategorie „Česká Kamenice Castle“ na Wikimedia Commons                | 16        | Děčín          | 529            | 50°47′29″ s. š., 14°26′ v. d.    | Dřevěná rozhledna na stejnojmenném kopci mezi Českou Kamenicí (cca 1,5 km) a Kamenickým Šenovem (cca 3 km) je postavena uvnitř zříceniny českokamenického hradu. | Volně přístupná         |